# Medalla del Cercle d'Escriptors Cinematogràfics al millor guió
La medalla del Cercle d'Escriptors Cinematogràfics al millor guió va ser un guardó cinematogràfic espanyol que concedia el Cercle d'Escriptors Cinematogràfics (CEC) al qual considerava millor guió cinematogràfic de l'any en una pel·lícula espanyola, ja fos una obra original o una adaptació. Va ser lliurat des de la primera edició de els premis, celebrada al Cine Gran Vía de Madrid en 1946 fins a 1984, any en què va ser atorgat per última vegada. En 1985 no va ser concedit i, després de la crisi dels anys 1986 a 1990, va ser substituït per la Medalla al millor guió original. En 1995 es va crear la Medalla al millor guió adaptat. El trofeu era una senzilla medalla de bronze dissenyada per José González de Ubieta que no anava acompanyada de dotació econòmica.
A continuació s'ofereixen diverses taules que contenen una llista dels escriptors guanyadors. En la casella de l'esquerra s'indica l'any en què va ser concedit el premi, que és el següent a aquell en el qual es van estrenar els filmis candidats. Després s'indica el nom de l'escriptor o escriptors guardonats. En diverses ocasions el premi va ser declarat desert i en una ocasió no va ser concedida aquesta modalitat. En la tercera casella s'informa del títol de la pel·lícula l'argument de la qual va merèixer la medalla.

## Anys 1940

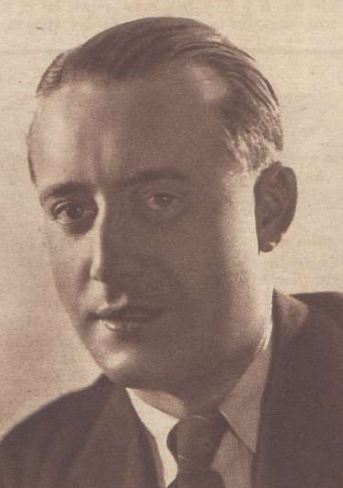
Edgar Neville, primer guanyador de la medalla.

| Any  | Guanyador     | Pel·lícula                 | Cites       |
| ---- | ------------- | -------------------------- | ----------- |
| 1946 | Edgar Neville | La vida en un hilo         | [ 1 ]       |
| 1947 | Desert        |                            | [ 2 ]       |
| 1948 | Carlos Blanco | La princesa de los Ursinos | [ 3 ] [ 4 ] |
| 1949 | Desert        |                            | [ 5 ]       |

## Anys 1950
| Any  | Guanyador                                                                                           | Pel·lícula             | Cites  |
| ---- | --------------------------------------------------------------------------------------------------- | ---------------------- | ------ |
| 1950 | Desert                                                                                              |                        | [ 6 ]  |
| 1951 | Guillermo Fernández-Shaw Francisco Ramos de Castro Ricardo Toledo Fernando Merelo José Díaz Morales | La Revoltosa           | [ 7 ]  |
| 1952 | José Santugini Ángel Gamón                                                                          | Séptima página         | [ 8 ]  |
| 1953 | Carlos Blanco                                                                                       | Los ojos dejan huellas | [ 9 ]  |
| 1954 | José Santugini                                                                                      | Carne de horca         | [ 10 ] |
| 1955 | Eduardo García Maroto Jaime García-Herranz Tono Ángel Falquina                                      | Tres eran tres         | [ 11 ] |
| 1956 | José María Sánchez-Silva                                                                            | Marcelino, pan y vino  | [ 12 ] |
| 1957 | Julio Coll Manuel Tamayo José Santugini                                                             | Tarde de toros         | [ 13 ] |
| 1958 | José Antonio de la Loma                                                                             | Manos sucias           | [ 14 ] |
| 1959 | Julio Coll                                                                                          | Distrito Quinto        | [ 15 ] |

## Anys 1960

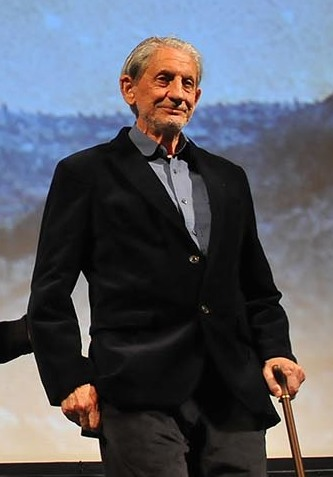
Basilio Martín Patino —en imatge de 2013— va guanyar la seva medalla per Nueve cartas a Berta.

| Any  | Guanyador                                                | Pel·lícula                    | Cites  |
| ---- | -------------------------------------------------------- | ----------------------------- | ------ |
| 1960 | Jaime García-Herranz                                     | Molokai                       | [ 16 ] |
| 1961 | Miguel Mihura                                            | Sólo para hombres             | [ 17 ] |
| 1962 | Jaime García-Herranz                                     | Fray Escoba                   | [ 18 ] |
| 1963 | Pedro Mario Herrero                                      | Ensayo general para la muerte | [ 19 ] |
| 1964 | Manuel Summers                                           | Del rosa al amarillo          | [ 20 ] |
| 1965 | Pedro Masó Vicente Coello                                | Vacaciones para Ivette        | [ 21 ] |
| 1966 | Luis Lucia Leonardo Martín Joaquín Parejo Díaz Raúl Peña | Zampo y yo                    | [ 22 ] |
| 1967 | Basilio Martín Patino                                    | Nueve cartas a Berta          | [ 23 ] |
| 1968 | Rafael Azcona Angelino Fons Carlos Saura                 | Peppermint frappé             | [ 24 ] |
| 1969 | Josep Maria Forn                                         | La piel quemada               | [ 25 ] |

## Anys 1970

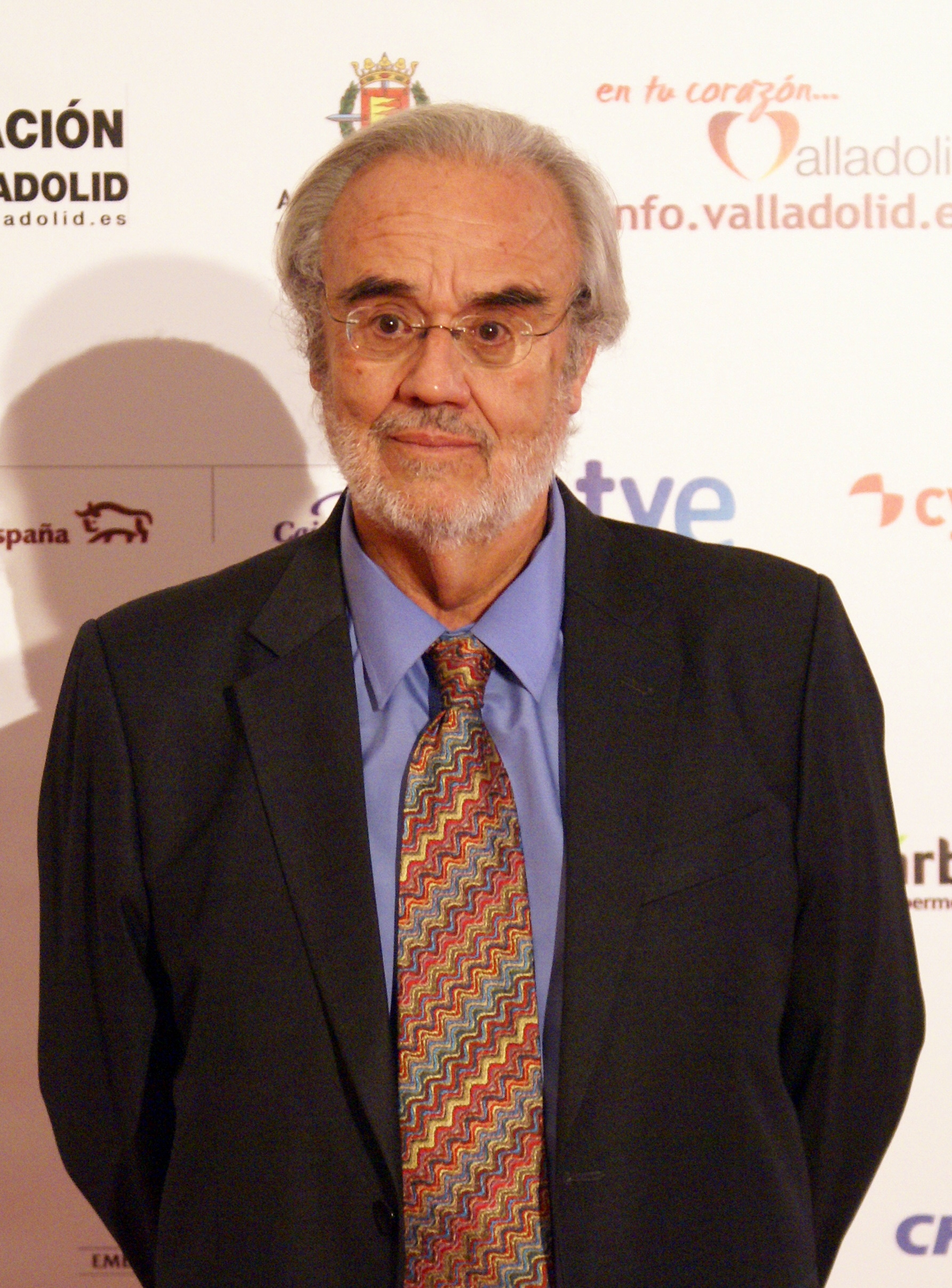
Manuel Gutiérrez Aragón va guanyar la medalla per Furtivos.

| Any  | Guanyador                                                | Pel·lícula                          | Cites  |
| ---- | -------------------------------------------------------- | ----------------------------------- | ------ |
| 1970 | Rafael Azcona Víctor Erice José Luis Egea Claudio Guerín | Los desafíos                        | [ 26 ] |
| 1971 | Manuel Summers                                           | Urtain, el rey de la selva... o así | [ 27 ] |
| 1972 | Jaime de Armiñán José Luis Borau                         | Mi querida señorita                 | [ 28 ] |
| 1973 | Desert                                                   |                                     | [ 29 ] |
| 1974 | Manuel Summers                                           | El niño es nuestro                  | [ 30 ] |
| 1975 | José Luis Borau Antonio Drove                            | Hay que matar a B.                  | [ 31 ] |
| 1976 | José Luis Borau Manuel Gutiérrez Aragón                  | Furtivos                            | [ 32 ] |
| 1977 | Rafael Azcona Joan Estelrich                             | El anacoreta                        | [ 33 ] |
| 1978 | Fernando Colomo                                          | Tigres de papel'x                   | [ 34 ] |
| 1979 | Carlos Saura                                             | Los ojos vendados                   | [ 35 ] |

## Anys 1980
| Any  | Guanyador             | Pel·lícula   | Cites  |
| ---- | --------------------- | ------------ | ------ |
| 1980 | Francisco Romá Olcina | Tres en raya | [ 36 ] |
| 1981 | Desert                |              | [ 37 ] |
| 1982 | José Luis Garci       | El crack     | [ 38 ] |
| 1983 | José Luis Dibildos    | La colmena   | [ 39 ] |
| 1984 | Miguel Hermoso        | Truhanes     | [ 40 ] |
| 1985 | No es va entregar     |              | [ 41 ] |
| 1986 | No hi hagué certamen  |              | [ 42 ] |
| 1987 | No hi hagué certamen  |              | [ 43 ] |
| 1988 | No hi hagué certamen  |              | [ 44 ] |
| 1989 | No hi hagué certamen  |              | [ 45 ] |